# Boostedt
Boostedt település Németországban, Schleswig-Holstein tartományban. Lakosainak száma 7409 fő (2023. december 31.).

## Népesség
A település népességének változása:
| Lakosok száma | 4066 | 6920 | 7570 | 6443 | 7212 | 7409 |
|               | 1975 | 2017 | 2019 | 2021 | 2022 | 2023 |